# 托马斯·塞维利

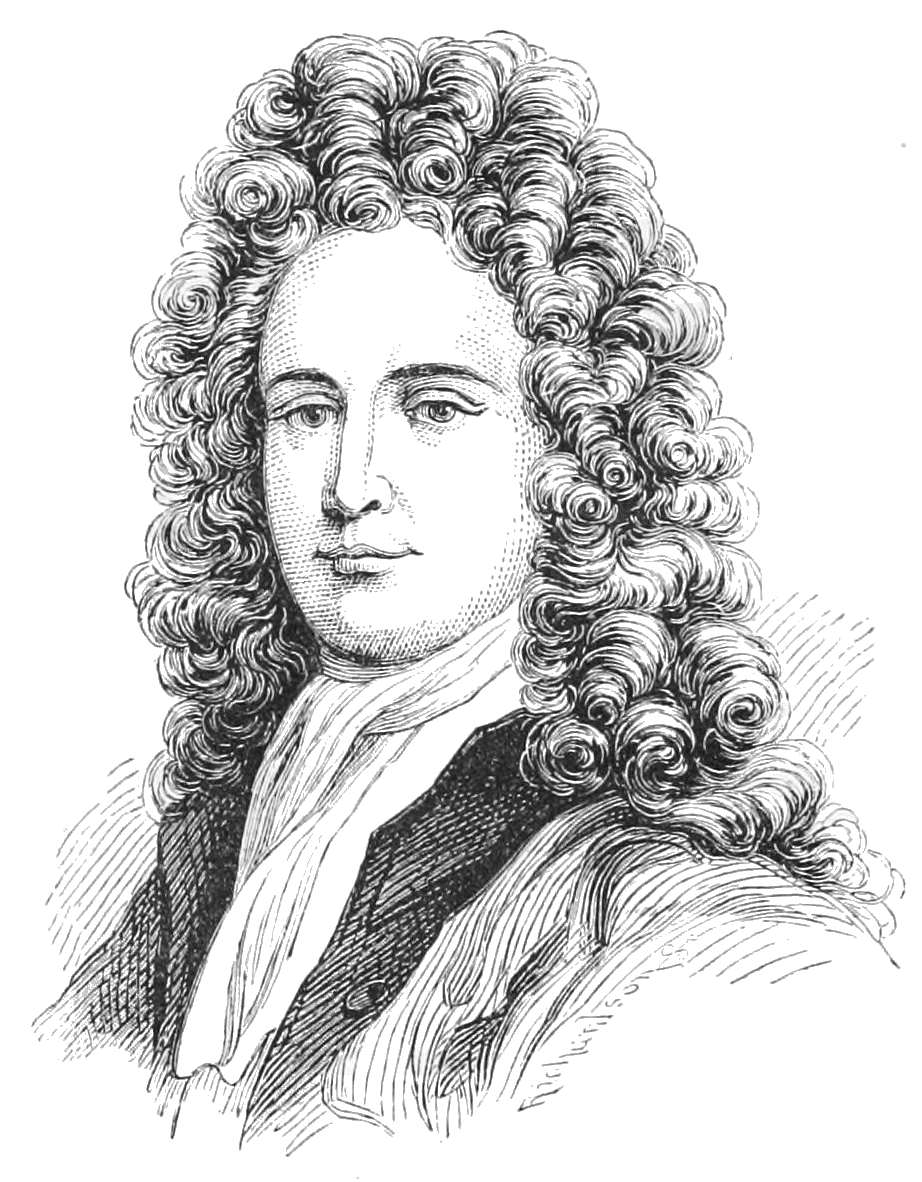
托马斯·塞维利

托马斯·塞维利（英語：Thomas Savery；1650年—1715年）是一位英国发明家和工程师，出生于英格兰德文郡莫德伯里附近的希尔斯顿（Shilstone）。 他发明了世界上第一个商用的蒸汽动力装置，即蒸汽泵。尽管该装置从技术上讲不是“发动机”，但通常被称为“发动机”。 塞维利的“发动机”产生了一种革命性的抽水方法，解决了矿井排水的问题，并促进了公共供水的推广。